# جزيرة بايار
جزيرة بايار تعد جزيرة بولاو بايار واحدة من الجزر العديدة الواقعة مقابل البر الرئيسي لكيدا في مضيق ملقه. وتقع جنوب جزر لنكاوي الأرخبيل الأكبر من منطقة المارينا، أيضا توفر نشاطات الغوص والغطس وتشتهر بكثرة الشعاب المرجانية فيها. كما يقع مارينا بولاو بايار في الجزء الشمالي لمضيق ملقه بنحو 19 ميل بحري أي (35كلم) جنوب جزر لنكاوي وتشمل جزر بولاو بايار وجزيرة بولاو ليمبو وبولاو سيقنتانغ التي تحيط بها الشعاب المرجانية.
كما تضم هذه الجزيرة العديد من الأحياء البحرية والنباتات. كما تعيش الكثير من الأنواع المهددة بالانقراض من الأسماك والكائنات البحرية الأخرى في ملاجئ. وتبلغ مسافة هذه الجزيرة حوالي 2كم طولا وعرضها 1.4كم. أيضا تعتبر بولاو بايار من الجزر الأكثر شعبية بسبب نقاء مياهها واعتبارها الجزيرة المثالية للممارسة نشاطات السباحة والغوص. كما وتعتبر منطقة (كورال جاردن) غنية بالشعاب المرجانية اللينة المتعددة الألوان. كما يوجد في بولا بايار العديد من الشواطئ الرملية ومسارات للمشي لأولئك الذين يرغبيون في إستكشاف الجزيرة، كما يمكن للزوار والأطفال تجربة تغذية أسماك القرش.
وتشتمل مرافق الجزيرة على شرفات تطل على البحيرة وطاولات للجلوس وحفر للشواء ودورات مياه في أماكن متفرقة. هناك أيضا مركزا للزوار لتزويدهم بالمعلومات حول المنتزه البحري. ويعتبر مارينا بارك من أماكن الغوص ذات الشعبية الكبيرة حتى وإن كانت عمليات تبييض الفحم تجرى حوله، فإنه لايزال نظيفا ونقيا.
وهناك أيضا الكثير من مواقع الغوص المرجانية ومجموعة واسعة ومتنوعة من الحياة البحرية. يمكن للزوار أن يصلوا إلى بولاو بايار عن طريق محطة كواه بالقوارب السريعة، أو يمكنهم القدوم من مرجان لنكاوي ويستغرق ذلك حوالي 45 دقيقة للوصول إلى بولاو بايار في حين أن القارب السريع يستغرق ساعة واحدة فقط. ومن المستحسن حجز القوارب قبل الرحلة بيوم واحد على الأقل، كما يمكن الاستفسار من وكلاء السفر في كواه عن نقطة الذهاب لأولئك الذين يعتزمون على السفر عن طريق القوارب السريعة. وتفرض رسوم دخول مقدارها خمسة رينجت على الكبار و 2.50 على الأطفال للدخول إلى المنطقة البحرية.

## تقلص عدد الزوار
اعتبارا من 2 نوفمبر 2010، والحديقة لم تعد كما كانت عليه في السابق بسبب درجات الحرارة العالية التي استمرت لستة أشهر وبسبب التبييض المفرط للمرجان وميلانها للون الأسود والرمادي بعكس ذي قبل كانت شبيهه بألوان القوس قوزح. اتخذت وزارة الشؤون البحرية قرارا بإغلاق الأماكن المتضررة وهذه المناطق هي مركز حديقة البحر وحديقة المرجان ولم يعد يسمح لمزاولة أي من الأنشطة في هاتين الحديقتين.